# Artur Carlos de Barros Basto
Pour les articles homonymes, voir Basto.
Artur Carlos de Barros Basto (nom juif :  Abraham Israel Ben-Rosh), né en 1887 et mort en 1961, est un officier portugais décoré, héros de la révolution républicaine portugaise de 1910, devenu l'apôtre des Marranes et l'inspirateur du retour au judaïsme des crypto-juifs portugais.
Dégradé et chassé de l'armée par antisémitisme, il est souvent appelé le Dreyfus portugais.

## Biographie
Artur Carlos de Barros Basto est né dans la ville portugaise d'Amarante, le 18 décembre 1887, dans une famille catholique, mais avec des origines juives, descendante de Juifs baptisés de force en 1497 par décret du roi du Portugal Manuel Ier. Il a neuf ans quand son grand-père, Francisco de Barros Basto, lui apprend qu'il a des ancêtres juifs. Élevé par sa mère à Porto, il suit les cours de l'Académie militaire portugaise et participe en 1910 à la fondation de la Première République portugaise. Le 5 octobre 1910, il se fait remarquer en étant la première personne à hisser à Porto, le nouveau drapeau de la République portugaise. Il est membre de la franc-maçonnerie (Grande Oriente Lusitano, Loge Montanha de  Lisbonne), et adopte le nom de Giordano Bruno. Pendant la Première Guerre mondiale, il commande en tant que lieutenant, un bataillon du Corps expéditionnaire portugais sur le front ouest, ce qui lui vaut d'obtenir la Croix de guerre pour bravoure.
À son retour au Portugal, il commence à étudier le judaïsme et l'hébreu. Éconduit par la communauté juive de Lisbonne, il se rend à Tanger pour retourner au judaïsme normatif. Il est circoncis et accueilli dans la communauté juive par un Beth Din (cours rabbinique). Il adopte le nom d'Abraham Israel Ben-Rosh. Il se marie avec Lea Israel Monteiro Azancot, fille d'une famille juive importante de Lisbonne. Ils ont deux enfants, un garçon, Nuno Carlos Azancot de Barros Basto et une fille Miryam Edite de Barros Basto. Il est l'arrière-grand-oncle de l'actrice américano-portugaise Daniela Ruah.
La famille s'installe à Porto, où en 1923, il fonde la communauté juive de Porto, encore active de nos jours. Il ouvre aussi la première yechiva au Portugal depuis 500 ans, l'Institut théologique israélite de Porto (Rosh Pina). En 1938, année de la nuit de Cristal où plusieurs centaines de synagogues sont détruites en Allemagne, le capitaine Barros Basto termine la synagogue Kadoorie Mekor Haim de Porto, débutée en 1929 et financée par des dons de la diaspora séfarade de Londres, Manchester, New York, Philadelphie, Amsterdam, Hambourg, Paris, etc., y compris de la très riche famille Kadoorie. De nombreuses personnalités assistent à l'inauguration de la synagogue, dont Paul Goodman, président du Comité des Marranes portugais de la synagogue Bevis Marks de Londres, le rabbin David de Sola Pool de la synagogue espano-portugaise Shearith Israel de New York, la plus vieille communauté juive aux États-Unis datant de 1654, ainsi que le professeur Moses Amazalak, président de la communauté juive de Lisbonne.
L'historien britannique Cecil Roth admire cette synagogue Art déco et la surnomme la cathédrale du nord. Roth qui rencontra Barros Basto, le qualifie d'Apôtre des Marranes et écrit qu'il n'a jamais connu quelqu'un de plus charismatique. Peu après sa rencontre avec le capitaine Barros Basto en 1930 à Porto, Roth écrit Une histoire des Marranes, publiée en 1932 en anglais.
Le surnom donné par Roth à Barros Basto, l'Apôtre des Marranes, est dû à ses efforts pour secourir les Juifs secrets du Portugal, connus sous le nom de nouveaux chrétiens, Crypto-juifs et parfois de Marranes ou de Conversos, et décrit en hébreu comme des Anoussim (ceux qui ont été contraints). Ce sont les descendants des milliers de Juifs baptisés de force en 1497, mais qui, au lieu de fuir le royaume comme beaucoup de leurs coreligionnaires, sont restés au Portugal en prétendant être de bons catholiques tout en restant juifs dans leur cœur. Malgré l'Inquisition qui traque ces nouveaux chrétiens, les archives nationales font état d'à peu près 40 000 processos, certaines communautés de Juifs secrets ont survécu jusqu'à nos jours comme par exemple le cas célèbre des Juifs de Belmonte.
Barros Basto publie et édite un journal théologique, Ha-Lapid (La torche) de 1927 à 1958, traduisant de nombreux textes hébreux en portugais. Il enseigne aussi l'hébreu à l'Université de Porto et devient l'ami de nombreux intellectuels de la ville.
Il va visiter parfois à cheval, de nombreuses villes et villages de l'intérieur du Portugal, dont  certains très isolés, exhortant  de façon enthousiaste, les nouveaux chrétiens dispersés à revenir à leur foi d'origine. Sa devise L’Éternel est pour moi, je ne crains rien (psaume 118-6) lui assure un grand succès. Il établit des synagogues à Bragance et dans d'autres communautés. Les historiens pensent que Barros Basto a réussi à convaincre quelque 10 000 personnes, mais il meurt brisé en 1961, après avoir été la cible d'une campagne orchestrée de diffamation.
En 1937, l'armée, à la suite d'une dénonciation anonyme, vraisemblablement initiée par l'Église catholique, le dépouille de son uniforme et de sa dignité, lui retirant même ses allocations médicales qui auraient pu sauver la vie de son fils. Malgré l'adversité, Barros Basto continue à aider les réfugiés juifs fuyant les persécutions nazies. Sur son lit de mort, il s'exclame qu'un jour, il sera blanchi. Cependant, la révolution des Œillets du 24 avril 1974 par les capitaines de gauche qui renverse le régime d'Estado Novo, refuse, malgré à une pétition de sa femme, de lui rendre son honneur et sa dignité et reconfirme sa condamnation.

## Réhabilitation
Comme Dreyfus, le capitaine Barros Basto est disculpé de toutes accusations le 29 février 2012, par l'Assemblée de la République portugaise, qui vote à l'unanimité sur recommandation de Carlos Abreu Amorim et de Fernando Negrão, membres du Comité des droits civiques de l'Assemblée nationale, que les accusations contre le capitaine Barros Basto, en 1937 et reconfirmées en 1975, sont sans fondement et motivées par l'antisémitisme. La réincorporation posthume du capitaine Barros Basto est à ce jour imminente.
La petite-fille du capitaine Baros Basto, Isabel Ferreira Lopes, qui comme sa grand-mère et sa mère, a fait une campagne opiniâtre pour la réhabilitation de son grand-père, considère la décision de 1937 comme immorale. Elle remercie le courage du Comité des droits civiques et l'Assemblée nationale d'avoir corrigé une erreur historique. Pour elle, « c'est une victoire pour son grand-père, une victoire pour les Marranes portugais, une victoire pour tout le peuple portugais se battant contre l'injustice ».
Abraham H. Foxman, directeur de l'Anti-Defamation League félicite l'Assemblée nationale portugaise en indiquant que « le vote n'était pas seulement de le réhabiliter, mais aussi de l'honneur du Portugal. Cet  acte de discrimination représentait en son temps un phénomène sociétal plus important, tandis que la réhabilitation très tardive du capitaine Barros Basto, aujourd'hui, reflète l'engagement du Portugal au respect des droits de l'homme ».